# Ron Baensch
Ronald "Ron" Baensch (5 de junho de 1939 – 28 de Dezembro de 2017) foi um ex-ciclista australiano que representou a Austrália nos Jogos Olímpicos e em vários campeonatos mundiais na década de 60 e 70 do século XX.

## Carreira
Especialista em provas de pista, ele conquistou quatro medalhas, uma delas como amador, na prova de velocidade no campeonato mundial de ciclismo.
Participou nos Jogos Olímpicos de Roma 1960, na prova de velocidade, onde terminou em quarto, perdendo o terceiro lugar em a favor de Valentino Gasparella.